# What Goes Around Comes Around (canción de Michael Jackson)
«What Goes Around Comes Around» es una canción del cantante estadounidense Michael Jackson, lanzada el 4 de agosto de 1972 como parte de su segundo álbum de estudio en solitario, Ben. La canción fue escrita y producida por Gerry Goffin y Carole King. Es una de las baladas destacadas del álbum y explora temas de reciprocidad y justicia.

## Grabación y producción
La grabación de «What Goes Around Comes Around» se realizó en 1972 en los estudios de Motown en Los Ángeles. Michael Jackson, en ese momento con 14 años, estaba en plena transición de su carrera infantil a la de solista. La canción fue producida por Gerry Goffin y Carole King, conocidos por su trabajo en el género de las baladas.
Goffin y King utilizaron arreglos orquestales que complementaron la interpretación vocal de Jackson, creando una atmósfera que realza el mensaje lírico de la canción.

## Composición
What Goes Around Comes Around es una balada en Mi menor que combina elementos del soul y el pop. La canción explora el concepto de que las acciones de una persona eventualmente vuelven a ella, un tema reflejado en la letra y la melodía.
El arreglo musical se centra en un acompañamiento orquestal que acentúa la emotividad de la interpretación de Jackson, destacando su capacidad para transmitir sentimientos profundos.

## Publicación y recepción
La canción fue incluida en el álbum Ben, lanzado el 4 de agosto de 1972. Aunque no fue lanzada como sencillo, Ben recibió elogios por su producción y las habilidades vocales de Jackson. El álbum alcanzó el número 5 en la lista de álbumes Billboard 200, consolidando el éxito de Jackson como solista.
La crítica ha destacado la canción por su calidad lírica y la habilidad de Jackson para transmitir emoción a través de su interpretación vocal. Aunque no alcanzó el éxito comercial de otros temas del álbum, es apreciada por su profundidad emocional.

## Interpretaciones en vivo
No se conocen interpretaciones en vivo de What Goes Around Comes Around durante la carrera de Michael Jackson. Sin embargo, el estilo de la canción refleja las baladas emotivas que Jackson solía interpretar en sus presentaciones en vivo.

## Legado
What Goes Around Comes Around es considerada una balada destacada del álbum Ben. La canción es apreciada por su capacidad para mostrar la habilidad vocal y emocional de Jackson en sus primeros años como solista.

## Personal
- Michael Jackson – voz principal
- Gerry Goffin – productor, compositor
- Carole King – productora, compositora
- The Funk Brothers – instrumentación
- Motown – sello discográfico

## Categorías
- Datos: Q129532778